# たむらかえ
たむら かえ（1999年〈平成11年〉6月 - ）は、日本のYouTuber。東京大学大学院理学系研究科修士課程修了。現在の肩書きは、「東大理学修士新卒引篭エリート社会人」。

## 概略
2022年9月よりコロナ禍で始めたお菓子作りを記録に残すため、YouTubeチャンネル「たむらかえ」にて動画投稿を開始する。「お菓子作りエンタメ」というジャンルを標榜し、深夜に大量のケーキを作る工程などのダイジェストに、コミカルな解説をアフレコした動画が話題となる。
2023年10月にサブチャンネル「たむらかえ2」を開設し、日常を独特な視点から切り取るトークと、自身の学籍を前面に押し出したVlog、文字起こしを逸脱した字幕で数多くの“名言”を生み出し、一躍注目を浴びる。その結果、チャンネル登録者は開設から22日で5万人、翌年には20万人を突破した。近年は「東大物理学科女子の夜更かしレイディオ」と題したラジオ番組風の生配信も週一ないし隔週で行っている。

## 人物
- 本名は、田村 香絵（たむら かえ）[11]。
- 身長160cm[12]。血液型はO型[13]。誕生日は正確には非公表であり、「毎年6月の第4土曜日」としている[14]。
- 2人姉妹で現在沖縄で暮らす姉がいる[15]。
- 自我が強く、大の負けず嫌い[16][17][18]。
- 少女漫画生まれ、少女漫画育ち。要素還元主義者[19]。
- 早食いかつ早歩きの特性がある[20][21][22]。一方で走るのは遅い[23]。
- 持ち歩くカバンが異様に重い[24][25]。
- 特技はフルートやお菓子作り。他にも書道、絶対音感、大声、昆虫採集、プランク定数暗唱、歯笛、ホチキスを指で外せる...などがある[26]。
- 好きな映画は『スターウォーズ』、『エブリシング・エブリウェア・オール・アット・ワンス』[27][28]、『ルックバック』[29]。
- 好きなアーティストはエレファントカシマシ、東京事変、King Gnu[30]。好きな芸人は天竺鼠川原。
- 甘党であり[31]、大のプチトマト好き。好きな品種はフルティカ[32]。また、口の中がベタつかないという理由から無糖の炭酸水を好んで飲んでいる[33][34]。
- この世で唯一苦手なことは、片づけ[35]。また、嫌いなものランキング1位は寒いこと[36]。
- 本人曰く、「めっちゃケチ」な性格だが、金銭管理は下手であると語っている[37]。
- デンタルメンタリスト[38][39]。
- かなりの方向音痴[40][41]。

## 来歴・エピソード

### 生い立ち
1999年6月、東京都世田谷区に2人姉妹の次女として生まれる。姉（長女）はインスタグラマーの田村萌香。2歳から4歳までロサンゼルスとロンドンに住んでいた。帰国後は虫捕りに熱中し、小学校6年間にわたって虫日記や標本を作り続けた。当時通っていたくもん教室では全国ランキング1桁の常連だったが、本人いわく「あまり好きではなかった」。視力は本人曰く「めっちゃ悪い」。小学生の頃からメガネをかけており、普段はハードコンタクトで生活している。

### 中学〜高校時代
地元の公立中学校に入学し、始めたフルートでは、1年生にして強豪吹奏楽部の大会メンバーに選抜される。当時は週7で活動していた。また書道の腕前も達者で、毛筆と硬筆の特待生であり、過去に一度の朝礼で３回に渡り表彰されたことがある。学業の成績はオール5で卒業した。
高校時代〜大学1年にかけて、高級かき氷を食べたことで、感動のあまり専門店に通い詰める。大学入学後、自宅でレシピ開発などをするにつれて、より深く学びたいと思うようになり、３年間かき氷店でアルバイトを続けるまでに熱中した。一時期は1日に平均2〜3杯食べていた。
上記より、特定の趣味に異常なほど熱中しては飽きることを繰り返す性格で、現在のYouTubeへの動画投稿もそのうちの1つだと位置付けている。

### 浪人時代〜大学入学後

#### 2019年
1年間浪人の末、東京大学理科一類に合格する。現役で東京大学を受験した際には大学入試センター試験のいわゆる「足切り」で不合格となったが、原因は塾の自習室で漫画アプリを読み漁っていた為であると語っている。その教訓から、浪人期は勉強に全振りするためスマホアプリを全て消し、毎日8時半から21時の12時間半、1日も欠かさず駿台予備学校に通い続けた。そこでの授業をきっかけに物理学に興味を持ち始め、大学では理学部物理学科に進学した。

#### 2020年
大学2年。アルバイトでお金を稼ぐ楽しさから、週8、９でスケジュールを詰め込んでおり、大学院1年までピークが続いた。小学生の頃、「東大に行って家庭教師など時給が高いバイトをすること」が小さな夢でもあった。アルバイト歴として、家庭教師や予備校のチューター、TAほか、高級寿司、高級イタリアン、高級かき氷店などの飲食店、ワインボトル販売、携帯販売などを経験している。
コロナ禍でのオンライン授業が苦手で、持ち前の逃避癖から、たまたま目に入ったクレヨンしんちゃんに没頭する。のちに現代物理学の自由課題で、クレヨンしんちゃんについてレポートを提出し、単位を取得した。
夏の2ヶ月間のみTikTokを始める。きっかけはスマホの容量削減のため見返していた動画を、成仏も兼ねてSNSに公開したらどうなるか、という好奇心であった。結果として猫背でピアノを弾く様子が600万回再生され、人一倍ある自己顕示欲と相まって、のちのYouTube投稿への1つのきっかけとなる。学年の終盤にはギターにハマるが、指への負担から断念した。

#### 2021年
大学3年。春頃に、高校の後輩が浪人を経て東京大学に合格したため、何かプレゼントしたいと思い、手作りのお菓子を選択した。「せっかくならプロレベルのものを」と発起して製作したが、結局、コロナ禍で後輩には渡せなかった。この時、「プロのレシピに従えば本格的なものが作れる！」と思い、この出来事が、のちにYouTubeでメインチャンネルとなる、お菓子作りエンタメのきっかけとなる。
4月1日に夏に向けダイエットを掲げる。食事を止め、毎日10キロ走った結果、異常な速度で体重が減少したが、２週間で限界となった。最終的に正しい知識のもと、4ヶ月で11キロの減量に成功した。また、ダイエットをした結果、着る服の選択肢が広がり、服への興味を持つ。過度なダイエットで食事の大切さを知り、「どのみち同じカロリーを摂取するなら美味いものが良い」とグルメへの道へ進む。結果、アルバイトで貯めた100万円以上の貯金を使い果たすことになる。

#### 2022年
大学４年。9月、YouTubeチャンネル「たむらかえ」にて料理動画の投稿を開始。

### 大学院進学

#### 2023年
4月、大学卒業後、物理学の研究をより深めるため、同大学の理学系研究科物理学専攻の修士課程に進学する。10月、サブチャンネル「たむらかえ2」を開設。同月、動画投稿を開始。

#### 2024年
大学院の卒業に向け、修士論文の進捗をSNS上でありのまま発信し続けた結果、世間から一部反感を買う。同時期に、「飛んだバイト先に行く」旨の企画をYouTubeで公開した為、合わせて炎上する形となった。後日、本人よりネタであったと公表、謝罪した。

### 大学院卒業後

#### 2025年
3月、同大学院を卒業した。4月から“エリート”社会人として一人暮らしを始める。現在はYouTube活動を継続しつつ、自身が手がけるライブイベントやメディア出演、執筆活動などを行っている。今後の進路について模索中であると語っている。また、特技のフルートも再開した。近年では同じ女性YouTuberのmorgenとの交流が深い。

## 出演

### テレビ番組
- ニュー試（2024年4月20日・4月27日、NHK Eテレ）[71][72]
- さんまの東大方程式（2024年8月24日、フジテレビ）[73]

### イベント
- 第1回 現代のオフラインイベント(上)（2024年5月19日、ロフトプラスワン）[74]
- たむらかえ2 卒業記念トークライブ ～口頭伝承スペシャル～（2025年3月14日、セシオン杉並）[3]
- 逢えたね＠梅田ラテラル（2025年6月21日、梅田Lateral）
- たむらかえ2 夏記念特別トークライブ ～ご報告祭～（2025年7月27日、セシオン杉並）[75]
- 【追加公演】たむらかえ2 夏記念特別トークライブ ～ご報告祭～（2025年8月11日※予定、中野ZERO小ホール）[76]

### 講演会
- 土曜市民公開講座「第47回サタデープログラム〜東大卒エリート社会人youtuberのたむらかえが教える本当のエリートになる方法〜」（2025年6月28日、東海中学校・高等学校）[77]

### 雑誌
- Seventeen秋冬号（2024年11月15日発売、集英社）[78]

#### 動画
1. ↑  “5万人記念！東大理物女子が拍手をしました。”. YouTube (2023年10月29日). 2025年2月11日閲覧。
2. 1 2 3  “東大理物女子が人生で異常熱中した趣味13選”. YouTube (2024年5月17日). 2025年2月10日閲覧。
3. 1 2  “東大物理学科女子の神童すぎるエピソード”. YouTube (2024年1月30日). 2025年2月11日閲覧。
4. ↑  “8万人記念配信の配信！”. YouTube (2024年2月16日). 2025年2月11日閲覧。